# Marchand de biens
Le marchand de biens est un revendeur de biens immobiliers (immeubles, appartements, maisons, parkings ou locaux commerciaux). Généralement, il rénove ou embellit le bien pour augmenter sa valeur et trouver des acquéreurs prêts à le racheter à un prix plus élevé.
Son activité fait appel à des techniques extrêmement diverses. Il lui incombe en effet de connaître et d'appliquer des règles juridiques et fiscales aussi variées que celles relatives à la vente d'immeubles, la construction, la copropriété ou encore l'urbanisme.

## En France
Le statut de marchand de biens est prévu par l'article 1 115 du code général des impôts.
En 2017, il y avait environ 22 000 sociétés de marchands de biens immatriculées en France, dont la grande majorité ne réalisant que très peu d’opérations par an. Ceux dont il s'agit de l'activité principale créent idéalement une société de marchand de biens de type SARL ou SAS afin de protéger leur patrimoine privé des risques que fait peser l'activité de marchands de biens.
Le métier étant très peu connu, très peu de personnes pratiquent cette activité comme profession principale car elle demande beaucoup de connaissances dans des domaines très variés comme l’urbanisme, l’immobilier, la finance, la construction… De plus les risques financiers sont importants au vu des montants engagés. Cette activité requiert l'intervention d'un notaire, un expert-comptable, un assureur spécialisé ... Des connaissances d'ordre techniques et juridiques sont nécessaires.
Le marchand de biens n'a pas d'obligation légale de souscrire une assurance responsabilité civile professionnelle mais elle est très vivement conseillée car il est responsable des vices cachés dont il répond en tant que vendeur professionnel.

## En Belgique
Les marchands de biens professionnels peuvent bénéficier d'un statut fiscal particulier en matière de droits d’enregistrement à condition de respecter certaines conditions. Le droit proportionnel sur la vente d’immeubles est alors limité à 8 % en région de Bruxelles-Capitale, à 5 % en Région flamande.
L'article 212 du code des impôts permettant une restitution d'une partie des droits d'enregistrement en cas de revente dans les deux ans, ce statut fiscal permet aux marchands de biens professionnels de ne pas répéter la demande de restitution à chaque opération et de bénéficier directement d'un taux réduit.